# 超級模王大道2
《超級模王大道2》是台灣以模仿藝人及偶像為主的選秀綜藝節目，主持為歐漢聲 (歐弟) 和莎莎，節目中由製作單位至全台各地網羅最優秀的模仿達人（素人）至節目中一決高下，共同角逐唯一的冠軍寶座。本屆原本是要透過姐妹節目《達人總動員》海選參賽者，但因《達人總動員》後來臨時改為專選魔術達人，因此《超2》另外自行舉辦海選。

## 概說
- 主要評審有：邰智源、黃嘉千、康康……等藝人。
- 以百位以上的初賽參賽者為起端，進行內容不一的競賽。
- 自本屆起改以高畫質製作，部份集數於中視HD台重播。6月9日起與主頻同步首播。

## 評分方式

### 燈號制
- 三個淘汰
- 四個即晉級

### 分數制
- 滿分30分。
- 未滿18分（或15分）者淘汰。
- 進入10強後，未滿22分者落入失敗區。

黃嘉千、邰智源、康康、蔡佳玲
超級模王大道3
2017參加報名蔡婉怡冰雪奇緣舞曲+歌曲Aikatsu!偶像學園 將『Idol Katsudo!』的音樂影像提供給大家♪+手牵手-教学.flv +周慧敏 王馨平 湯寶如 美少女戰士 MTV  
MTV LIVE 2014 美少女戦士セーラームーンPart1 +美少女戰士セーラームーン 20週年MTV Live音樂會2014 - 「タキシード・ミラージュ」ももいろクローバーZ +黃妃-非常女(真人版) (官方完整版MV) +黃妃－追追追 +黃妃-非常女.wmv+真珠美人魚 大家一起唱 七彩的微風 Legend of Mermaid+真珠美人魚 相信自己 寶箱盒版+兒歌 火車快飛+
鳳飛飛 祝你幸福 _+鳳飛飛 巧合+鳳飛飛 好好愛我+愛的禮物+

## 賽程紀錄
| 集數 | 首播日期  | 收視率 | 比賽主題                               | 被淘汰者／備註                                                                   |
| --- | --------- | ------ | -------------------------------------- | -------------------------------------------------------------------------------- |
| 01 | 2013/2/17 | 2.34   | 百人海選                               | 陳勁吾等49位（組）                                                               |
| - 本集評審：歐漢聲、莎莎、邰智源、康康、黃嘉千 - 第二屆的百人初選，由賽前舉行的甄選會選出100位（組）參賽者。 - 比賽標準：評審依據選手表現給予『O』或『X』，獲四個『O』以上者通過、三個『X』者淘汰，本週預計淘汰50組。 - 比賽結果：100位（組）參賽者參賽，51位（組）選手確定晉級下階，49位（組）選手遭到淘汰。 |           |        |                                        |                                                                                  |
| 02 | 2013/2/24 | 2.38   | 超高壓50強大淘汰（上）                 | 趙方岑、潘柏龍、陳仕鈞、Sweet Baby、張景書、達明偉、陳睿偉、張尹澤等9位（組）    |
| - 本集評審：陳建寧、Kimiko、邰智源、康康、黃嘉千 - 第二屆的百人初選，由賽前舉行的甄選會選出50位（組）參賽者，共分上下兩集播出。 - 比賽標準：選手表演完後評審進行給分，未達15分者淘汰，本單元預計淘汰20組，留下30組。 - 分數達25分以上參賽者：方寧（30分），潘泓仁（26分） - 中場統計：25位（組）參賽者參賽，16位（組）選手確定晉級下階。 |           |        |                                        |                                                                                  |
| 03 | 2013/3/3  | 2.26   | 超高壓50強大淘汰（下）                 | 溫宗霖、翁偉軒、陳姿妤、潘德儒、林咚咚、陳俊及、林詣、吳健倫、陳金村等10位（組） |
| - 本集評審：陳建寧、Kimiko、邰智源、康康、黃嘉千 - 第二屆的百人初選，由賽前舉行的甄選會選出50位（組）參賽者，共分上下兩集播出。 - 比賽標準：選手表演完後評審進行給分，未達15分者淘汰，本單元預計淘汰20組，留下30組。 - 分數達25分以上參賽者：陳思安（27分），貝兒（27分） - 中場統計：26位（組）參賽者參賽，16位（組）選手確定晉級下階。 - 比賽結果：51位（組）參賽者參賽，32位（組）選手確定晉級下階，19位（組）選手遭到淘汰。 |           |        |                                        |                                                                                  |
| 04 | 2013/3/10 | 2.04   | 模王32強合作賽                         | 魏靜芬+小諭兒、喬偉恩+江凱軒、劉軒銘、徐偉德、賴思霓+如數珈貞                    |
| - 本集評審：Kimiko、許效舜、邰智源、康康、黃嘉千。 - 比賽標準：模王32強指定合作賽，賽前指定選手合作對象，表演完畢後評審進行給分，未達18分落入失敗區，本週預計淘汰6組。 - 本次晉級參賽者：阿布+Sprinkle（19分）、嘻小瓜+潘泓仁（19分）、施裕淳+梁瑋庭（20分）、王詩涵+曾意（18分）、林軒+林哲旭（21分）、喜多櫻+動手動腳（20分）、放蕩兄弟+林佩瑤（23分）、無尊+廖邱堃（25分）、貝兒+Nikita（23分）、大根+方寧（24分） - 評審從失敗區救回的參賽者：鄭舜文、曹致軒、黃聖謙+陳思安 - 比賽結果：32位（組）參賽者參賽，24位（組）選手確定晉級下階，8位選手遭到淘汰 |           |        |                                        |                                                                                  |
| 05 | 2013/3/17 | 2.04   | 激戰！！模王24強一對一PK戰             | 王詩涵、曾意、黃聖謙、曹致軒、林軒、梁瑋庭                                       |
| - 本集評審：朱芯儀、施易男、Kimiko、邰智源、康康、黃嘉千。 - 比賽標準：兩組參賽者表演結束後進行評分，分數較低者將落入失敗區，最後由評審從失敗區選出六位選手，進行淘汰 - 潘泓仁 21分（勝）PK 王詩涵 18分 - 林軒 14分 PK 林佩瑤 18分（勝） - 曾意 17分 PK Nikita 22分（勝） - 鄭舜文 23分（勝）PK 廖邱堃 20分 - 阿布 18分 PK Sprinkle 18分 （平手） - 動手動腳 21分（勝）PK 喜多櫻 20分 - 黃聖謙 15分 PK 放蕩兄弟 23分（勝） - 貝兒 20分 PK 嘻小瓜 22分（勝） - 施裕淳 19分 PK 林哲旭 24分（勝） - 梁瑋婷 13分 PK 曹致軒 15分 - 大根25分（勝）PK 無尊 24分 - 陳思安 20分 PK 方寧 25分（勝） - 比賽結果：24位（組）參賽者參賽，18位（組）選手確定晉級下階，6位選手遭受淘汰                              |           |        |                                        |                                                                                  |
| 06 | 2013/3/24 | 2.33   | 最強卡司！！藝人合作賽（上）           | －                                                                               |
| - 本集評審：大目、黃舒駿、邰智源、康康、黃嘉千 - 比賽標準：頂尖藝人與模王搭檔合作，採取不淘汰的評分制，最高分者可獲得，時尚設計款年輪手錶一只。 - 本次參與合作比賽的藝人有：大牙、吳鳳、丫頭、小甜甜、司馬中原、林凡、鄭進一、黃鐙輝 - 本次競賽分數： - 大牙+喜多櫻（17分） - 吳鳳+放蕩兄弟（13分） - 丫頭+Sprinkle（17分） - 小甜甜+鄭舜文（15分） - 司馬中原+廖邱堃（21分） - 林凡+貝兒（22分） - 鄭進一+陳思安（25分） - 黃鐙輝+施裕淳（24分） - 比賽結果： |           |        |                                        |                                                                                  |
| 07 | 2013/3/31 | 1.90   | 最強卡司！！藝人合作賽（下）           | －                                                                               |
| - 本集評審：大目、黃舒駿、邰智源、康康、黃嘉千 - 比賽標準：頂尖藝人與模王搭檔合作，採取不淘汰的評分制，最高分者可獲得，時尚設計款年輪手錶一只。 - 本次參與合作比賽的藝人有：小蠻、沈玉琳、葛仲珊、張景嵐、馬西屏、ENZO、羅百吉、小優、ECHO - 本次競賽分數： - 小蠻+動手動腳（19分） - 沈玉琳+大根（22分） - 葛仲珊+阿布（13分） - 張景嵐+泓仁（20分） - 馬西屏+林哲旭（21分） - ENZO+林佩遙（11分） - 羅百吉+Nikita（22分） - 小優+無尊（23分） - ECHO+方寧（27分） - 比賽結果： |           |        |                                        |                                                                                  |
| 08 | 2013/4/7  | 2.09   | 最強聯盟 跨界模王合作賽                | －                                                                               |
| - 本集評審：Kimiko、許效舜、邰智源、康康、黃嘉千 - 比賽標準：17強選手與上屆模王搭檔合作，採取不淘汰的評分制，最高分者可獲得，時尚設計款年輪手錶一只。 - 本次競賽分數： - 李彥廷+Sprinkel+泓仁（22分） - 黃豪平+林佩遙+無尊（18分） - Knignt+喜多櫻+動手動腳（25分） - LuLu+放蕩兄弟+大根（17分） - 張立東+廖邱堃+鄭舜文（20分） - 阿飛+林哲旭+施裕淳（22分） - 餅乾+貝兒+Nikita（22分） - 黃裕翔+ECHO+方寧（28分） - 李泳杰+陳思安+阿布（28分） - 比賽結果： |           |        |                                        |                                                                                  |
| 09 | 2013/4/14 | 2.15   | 經典影視重現 模王合作淘汰賽            | Sprinkle、林哲旭(退賽)                                                           |
| - 本集評審：Kimiko、曲家瑞、邰智源、康康、黃嘉千 - 比賽標準：17強模王進行合作演出，表演完畢後評審給予評分，未達20分者將落入失敗區，最終由評審決定欲淘汰之選手。 - 本次競賽分數： - 阿布+Nikita（20分） - 大根+林佩遙+鄭舜文（20分） - 放蕩兄弟+喜多櫻（24分） - 動手動腳+泓仁（25分） - 施裕淳+廖邱堃（24分） - 貝兒+Sprinkle（18分） - 無尊+林哲旭（25分） - 陳思安+方寧（27分） - 比賽結果： |           |        |                                        |                                                                                  |
| 10 | 2013/4/21 | 2.18   | 強敵壓境！！黑模王踢館淘汰賽（上）     | －                                                                               |
| - 本集評審：曲家瑞、黃嘉千、邰智源、康康、蔡佳玲 - 比賽標準：選手與踢館者進行PK，雙方表演完畢後評審進行評分，分數較低之模王選手落入失敗區，最終將從失敗區中淘汰數名選手。 - 本次競賽分數： - 無限甜心 25分 PK 動手動腳＋喜多櫻 25分（平手） - 簡碩賢 20分 PK 廖邱堃 24分 - 小蕾 25分 PK 無尊 18分 - 茵茵 22分 PK 貝兒 25分 - 山豬 26分 PK 大根 26分 - 阿飛 23分 PK 鄭舜文 21分 - 楊哲 26分 PK 陳思安 25分 - 比賽結果：下周決定落入失敗區的無尊、鄭舜文、陳思安其中一個淘汰 |           |        |                                        |                                                                                  |
| 11 | 2013/4/28 | 1.90   | 強敵壓境！！黑模王踢館淘汰賽（下）     | 鄭舜文、林佩遙                                                                   |
| - 本集評審：曲家瑞、黃嘉千、邰智源、康康、蔡佳玲 - 比賽標準：選手與踢館者進行PK，踢館軍團表演完畢後 模王軍團派出選手演出表演完畢後評審進行評分，分數較低之模王選手落入失敗區，最終評審選出兩名選手進行淘汰。 - 本次競賽分數： - 楊又欣 22分 PK 林佩遙 18分 - 長方形男 22分 PK 阿布 19分 - 神馬女孩 22分 PK NIKITA 29分 - 施裕淳 25分 PK 阿虎 24分 - 卡古 23分 PK 放蕩兄弟20分 - 仔仔 22分 PK 弘仁 27分 - 臧一人 28分 PK 方寧 30分 - 比賽結果：鄭舜文、林佩遙淘汰 |           |        |                                        |                                                                                  |
| 12 | 2013/5/5  | 2.21   | 決一死戰!!黑模王踢館取代賽(第一回)     | －                                                                               |
| - 本集評審：曲家瑞、黃嘉千、邰智源、康康、蔡佳玲 - 比賽標準：為期四週 黑模王踢館取代賽，黑模王優先指定欲PK之選手，雙方演出完畢後評審進行給分，分數較低之模王選手進入失敗區，最終淘汰3名選手。 - 本次競賽分數： - 無限甜心 25分 PK 動手動腳+喜多櫻 25分 - 楊又欣+山豬 19分 PK NIKITA 23分 - 長方型男 26分 PK 阿布+蔡佳蓉 22分 - 臧一人 26分 PK 大根+番薯 26分 - 小蕾 22分 PK 施裕淳 29分 - 楊哲 26分 PK 陳思安+林俊吉 26分 - 比賽結果：阿布是唯一一位落入失敗區的選手 |           |        |                                        |                                                                                  |
| 13 | 2013/5/12 | 2.16   | 決一死戰!!黑模王踢館取代賽(第二回)     | －                                                                               |
| - 本集評審：曲家瑞、黃嘉千、邰智源、康康、蔡佳玲 - 比賽標準：為期四週 黑模王踢館取代賽，黑模王優先指定欲PK之選手，雙方演出完畢後評審進行給分，分數較低之模王選手進入失敗區，最終淘汰3名選手。 - 本次競賽分數： - 無限甜心 22分 PK 貝兒 26分 - 阿飛 22分 PK 放蕩兄弟 20分 - 卡古 22分 PK 廖邱堃+阿哲 25分 - 仔仔 24分 PK 弘仁 26分 - 山豬 26分 PK 無尊+大楷24分 - 林俊吉 26分 PK 方寧 28分 - 比賽結果：放蕩兄弟、無尊進入失敗區 |           |        |                                        |                                                                                  |
| 14 | 2013/5/19 | 2.36   | 決一死戰!!黑模王踢館取代賽(第三回)     | －                                                                               |
| - 本集評審：曲家瑞、黃嘉千、邰智源、康康、蔡佳玲 - 比賽標準：為期四週 黑模王踢館取代賽，黑模王優先指定欲PK之選手，雙方演出完畢後評審進行給分，分數較低之模王選手進入失敗區，最終淘汰3名選手。 - 本次參與合作比賽的藝人有：林隆璇、朱海君 - 本次競賽分數： - Katie 21分 PK 動手動腳 25分 - 山豬 21分 PK 施裕淳 25分 - 仔仔+愷弟 24分 PK 弘仁 28分 - 楊哲+黃保舜 27分 PK NIKITA 26分 - 藍天 28分 PK 林隆璇+方寧 22分 - 邵大倫 29分 PK 陳思安+朱海君 25分 - 比賽結果：NIKITA、方寧、陳思安落入失敗區(最強的都失敗) |           |        |                                        |                                                                                  |
| 15 | 2013/5/26 | 2.48   | 決一死戰!!黑模王踢館取代賽(第四最終回) | 加入:山豬、臧一人、長方型男；淘汰:阿布、喜多櫻、放蕩兄弟                         |
| - 本集評審：曲家瑞、黃嘉千、邰智源、康康、蔡佳玲 - 比賽標準：為期四週 黑模王踢館取代賽，黑模王優先指定欲PK之選手，雙方演出完畢後評審進行給分，分數較低之模王選手進入失敗區，最終淘汰3名選手。 - 本次競賽分數： - 茵茵 27分 PK 貝兒 27分 - 阿虎+彭華幹 25分 PK 廖邱堃 25分 - 長方型男 24分 PK 喜多櫻+泓仁 23分 - 臧一人+張博威 30分 PK 大根+莊惠茹 29分 - 卡古+香蕉 23分 PK 無尊+施裕淳 20分 - 施志興 25分 PK 方寧26分 - 比賽結果：加入:山豬、臧一人、長方型男；淘汰:阿布、喜多櫻、放蕩兄弟 |           |        |                                        |                                                                                  |
| 16 | 2013/6/2  | 2.14   | 達人幫幫忙 模王十強決定賽(上)          | 山豬(退賽)                                                                       |
| - 本集評審：孫鵬、黃嘉千、邰智源、康康、蔡佳玲 - 比賽標準：為期2週 模王十強決定賽，選手與達人進行合作演出，表演完畢後評審進行給分；分數未達22分者 落入失敗區，最終淘汰兩週評分加總最低2組。 - 本次競賽分數： - 貝兒+ Liveband Zynergy 26分 - 廖邱堃+ 打擊達人身聲擊樂團 22分 - 動手動腳+ 北市商股號樂團 18分 - 弘仁+ 缺席舞團 23分 - 施裕淳+ 頂技達人陳建和 20分 - 臧一人+ 玩樂坊室內樂集絃樂團+佛朗明哥達人李佩玲 27分 - NIKITA+ 銅環達人霈淳 27分 - 長方型男+ 歌仔戲達人謝美娟老師(模王2最好看的一次) 30分 - 大根+ 特技達人孔繁傑 20分 - 無尊+ 甩餅達人慕哈德 24分 - 陳思安+ 阿卡貝拉達人沙發客樂團 23分 - 方寧+ 日本舞達人JIA舞團 23分 - 比賽結果：動手動腳、施裕淳、大根落入失敗區，山豬因病退賽 |           |        |                                        |                                                                                  |
| 17 | 2013/6/9  | 1.89   | 達人幫幫忙 模王十強決定賽(下)          | 無尊、動手動腳                                                                   |
| - 本集評審：唐從聖、黃嘉千、邰智源、許常德、蔡佳玲 - 比賽標準：為期2週 模王十強決定賽，選手與達人進行合作演出，表演完畢後評審進行給分；分數未達22分者 落入失敗區，最終淘汰兩週評分加總最低2組。 - 本次競賽分數： - 動手動腳+ 愛爾蘭踢踏舞團 25分 - 長方型男+ TS電幻舞團 22分 - 弘仁+ 舞蹈達人NIKE 28分 - 施裕淳+ 訓犬師鹿大 23分 - 臧一人+ 聲樂達人蔡宛凌 23分 - 貝兒+ 退儀邦 24分 - 大根+ 撥拉棒達人 蘭雅國小代表 28分 - 陳思安+ 賈斯汀 25分 - NIKITA+ SALSA達人弈嘉 24分 - 無尊+ 水果DJ達人伊藤 18分 - 廖邱堃+ 武術達人盧元章盧俊榮 23分 - 方寧+ 黃梅調達人王文燕 24分 - 比賽結果：動手動腳、無尊淘汰                                                                                              |           |        |                                        |                                                                                  |
| 18 | 2013/6/16 | 2.36   | 殊死一戰!! 模王九強決定賽(上)          | -                                                                                |
| - 本集評審：NONO、黃嘉千、邰智源、康康、蔡佳玲 - 比賽標準：為期2週 模王九強決定賽，選手與PK對手進行PK，表演完畢後評審進行給分；分數較低者 落入失敗區，最終淘汰兩週評分加總最低者。 - 本次參與合作比賽的藝人有：愷弟、大愷、阿吉仔 - 本次競賽分數： - 廖邱堃+盧元璋 23分 PK 長方型男+阿虎 25分 - 弘仁+愷弟 28分 PK 貝兒 24分 - 陳思安+李泳杰+大愷 25分 PK 臧一人+張文玲+陳世忠 29分 - 大根+阿吉仔 21分 PK 施裕淳+蘇俊穎 20分 - NIKITA 24分 PK 方寧+田榮和 26分 - 比賽結果：廖邱堃、貝兒、陳思安、施裕淳、NIKITA 敗 |           |        |                                        |                                                                                  |
| 19 | 2013/6/23 | 2.38   | 殊死一戰!! 模王九強決定賽(下)          | 廖邱堃                                                                           |
| - 本集評審：許效舜、黃嘉千、邰智源、康康、蔡佳玲 - 比賽標準：為期2週 模王九強決定賽，選手與PK對手進行PK，表演完畢後評審進行給分；分數較低者 落入失敗區，最終淘汰兩週評分加總最低者。 - 本次參與合作比賽的藝人有：大飛、張勝豐、施文彬、許過頭 - 本次競賽分數： - 廖邱堃 21分 PK 長方型男+叫賣達人 葉昇峻 23分 - 泓仁 27分 PK 貝兒+動手動腳 27分 - 大根+大飛 30分 PK Nikita+張勝豐 27分 - 施裕淳+魔術師 詹澤程 26分 PK 臧一人 29分 - 陳思安+施文彬 25分 PK 方寧+許過頭25分 - 比賽結果：廖邱堃淘汰 |           |        |                                        |                                                                                  |
| 20 | 2013/6/30 | 2.23   | 淘汰大風吹!! 模王八強決定賽            | 施裕淳                                                                           |
| - 本集評審：黃嘉千、郎祖筠、邰智源、康康、劉真 - 比賽標準：參賽者演出完畢後，評審進行給分，分數若低於前一位選手，便必須代替前一位坐上淘汰座位，最終淘汰最後一位坐在淘汰座位之選手。 - 本次參與合作比賽的藝人有：周定緯、林俊吉 - 本次競賽分數： - Nikita 22分 - 長方型男 21分 - 施裕淳 19分 - 貝兒 24分 - 臧一人 27分 - 泓仁+周定緯 28分 - 大根+阿虎 25分 - 陳思安+林俊吉 27分 - 方寧+魔術師 趙鈞毅 20分 - 比賽結果：施裕淳淘汰 |           |        |                                        |                                                                                  |
| 21 | 2013/7/7  | 1.92   | 冠軍前哨戰！！模王八強獎金爭奪戰       | -                                                                                |
| - 本集評審：NONO、黃嘉千、邰智源、康康、劉真 - 比賽標準：選手依序上場演出，表演完畢後評審進行給分，最終分數最高者，將可獲得獎金二萬元獎勵 - 本次參與合作比賽的藝人有：劉越逖 - 本次競賽分數： - 長方型男 18分 - 貝兒 26分 - 大根+無尊 20分 - 臧一人 25分 - 泓仁+妃妃 28分 - 陳思安+餅乾 21分 - Nikita 26分 - 方寧+劉越逖 24分 - 比賽結果：無淘汰制 |           |        |                                        |                                                                                  |
| 22 | 2013/7/14 | 2.03   | 冠軍積分賽第一回                       | -                                                                                |
| - 本集評審:辛龍、黃嘉千、邰智源、康康、蔡佳玲 - 比賽標準:為期四周冠軍積分賽，選手依序上場演出，表演完畢後，評審進行給分，本週成績將占總成績百分之十 - 本次參與合作比賽的藝人有:李炳輝 - 本次競賽分數: - Nikita 19分 - 臧一人 27分 - 貝兒+台北愛樂青年合唱團 27分 - 長方型男+山豬 23分 - 泓仁 27分 - 大根 23分 - 方寧 24分 - 陳思安+李炳輝 22分 - 目前名次: 1.貝兒、臧一人、泓仁 4.方寧 5.大根、長方型男 7.陳思安 8.Nikita |           |        |                                        |                                                                                  |
| 23 | 2013/7/21 | 1.81   | 冠軍積分賽第二回                       | 臧一人(退賽)                                                                     |
| - 本集評審: 辛龍、黃嘉千、邰智源、康康、蔡佳玲 - 比賽標準:為期四周冠軍積分賽，選手依序上場演出，表演完畢後，評審進行給分，本周成績將占總成績百分之十 - 本次參與合作比賽的藝人有:芭比-大芭、黃豪平、薛佩潔、張政雄 - 本次競賽分數: - 貝兒 26分 - Nikita+大芭 21分 - 長方型男+魔術方塊人聲樂團 15分 - 泓仁 27分 - 臧一人+猶和舞耘舞蹈團+藏舞達人 陳奕涵 26分 - 方寧 29分 - 大根+黃豪平+大胃王 蔡侑霖 21分 - 陳思安+薛佩潔+張政雄 23分 - 目前名次: 1.泓仁 54分 2.臧一人/貝兒/方寧 53分 5.陳思安 45分 6.大根 44分 7.Nikita 40分 8.長方型男 38分 - 臧一人因工作關係，選擇退賽 |           |        |                                        |                                                                                  |
| 24 | 2013/7/28 | 1.93   | 明師加持！！冠軍積分賽第三回           | -                                                                                |
| - 本集評審:辛龍、黃嘉千、邰智源、康康、蔡佳玲 - 比賽標準:為期四周冠軍積分賽第三回，賽前將有評審進行表演重點啟示，選手衣演出完畢後，評審進行給分，本周成績占總分百分之十五 - 本次參與合作比賽的藝人有:NONO - 本次競賽分數: - Nikita+Luxy Girl 23分 平均7.45分(辛龍指導) - 陳思安+A Band 26分 平均8.4分(黃嘉千指導) - 長方型男+NONO 13分 平均5.75分(康康指導) - 泓仁 26分 平均9.3分(蔡佳玲指導) - 大根+阿虎 25分 平均8.15分(邰智源指導) - 貝兒 27分 平均9.35分(辛龍指導) - 方寧 22分 平均8.6分(蔡佳玲指導) - 目前名次: 1.貝兒 2.泓仁 3.方寧 4.陳思安 5.大根 6.Nikita 7.長方型男 |           |        |                                        |                                                                                  |
| 25 | 2013/8/4  | 2.00   | 六強決定！！冠軍積分賽最終回           | 長方型男（第七名）                                                               |
| - 本集評審:辛龍、黃嘉千、邰智源、康康、蔡佳玲 - 比賽標準:為期四周冠軍積分賽最終回，本周成績占總分百分之十五，依四周積分加總，決定模王第七名 - 本次參與合作比賽的藝人有:愷弟、小百合 - 本次競賽分數: - 長方型男 19分 平均8.6分 - 貝兒 21分 平均12.65分 - Nikita 23分 平均10.9分 - 大根 25分 平均11.9分 - 陳思安 22分 平均11.7分 - 泓仁+愷弟 30分 平均13.8分 - 方寧+小百合 27分 平均12.35分 - 目前名次: 1.泓仁 2.方寧 3.貝兒 4.大根 5.陳思安 6.Nikita |           |        |                                        |                                                                                  |
| 26 | 2013/8/11 | 2.41   | 總決賽                                 | 第一名:泓仁／第二名:貝兒 第三名:大根／第四名:陳思安 第五名:方寧／第六名:Nikita   |
| - 本集評審:劉真、邰智源、白冰冰、康康、黃嘉千 - 比賽標準:總冠軍賽佔總成績50%，與前四週的分數加總後最高者即為本屆冠軍。 - 本次參與合作比賽的藝人有:蔡小虎、小蝦 - 本次競賽分數: - Nikita 24分 平均22.95 - 陳思安+蔡小虎 27分 平均25.4 - 大根+阿虎+小蝦 29分 平均26.4分 - 貝兒 28分 平均26.7分 - 方寧 25分 平均25.05分 - 泓仁 30分 平均28.8分 |           |        |                                        |                                                                                  |

## 收視率列表

### 2013年
| 集數 | 播放日期      | 平均收视率 | 排名 | 備註 |
| ---- | ------------- | ---------- | ---- | ---- |
| 01   | 2013年2月17日 | 2.34       | 2    |      |
| 02   | 2013年2月24日 | 2.38       | 2    |      |
| 03   | 2013年3月3日  | 2.26       | 2    |      |
| 04   | 2013年3月10日 | 2.04       | 2    |      |
| 05   | 2013年3月17日 | 2.04       | 2    |      |
| 06   | 2013年3月24日 | 2.33       | 2    |      |
| 07   | 2013年3月31日 | 1.90       | 2    |      |
| 08   | 2013年4月7日  | 2.09       | 2    |      |
| 09   | 2013年4月14日 | 2.15       | 2    |      |
| 10   | 2013年4月21日 | 2.18       | 2    |      |
| 11   | 2013年4月28日 | 1.90       | 2    |      |
| 12   | 2013年5月5日  | 2.21       | 2    |      |
| 13   | 2013年5月12日 | 2.16       | 2    |      |
| 14   | 2013年5月19日 | 2.36       | 2    |      |
| 15   | 2013年5月26日 | 2.48       | 2    |      |
| 16   | 2013年6月2日  | 2.14       | 2    |      |
| 17   | 2013年6月9日  | 1.89       | 2    |      |
| 18   | 2013年6月16日 | 2.36       | 2    |      |
| 19   | 2013年6月23日 | 2.38       | 2    |      |
| 20   | 2013年6月30日 | 2.23       | 2    |      |
| 21   | 2013年7月7日  | 1.92       | 2    |      |
| 22   | 2013年7月14日 | 2.03       | 2    |      |
| 23   | 2013年7月21日 | 1.81       | 2    |      |
| 24   | 2013年7月28日 | 1.93       | 2    |      |
| 25   | 2013年8月4日  | 2.00       | 2    |      |
| 26   | 2013年8月11日 | 2.41       | 2    |      |

- 同時段綜藝節目：台視《百萬大明星》、華視《POWER星期天》、民視《綜藝大集合》
- 由AGB尼爾森調查，調查範圍是四歲以上收看電視之觀眾。
- 資料來源：凱絡媒體週報 （页面存档备份，存于）中時娛樂 （页面存档备份，存于）

## 外部連結
- 《超級模王大道2》 Facebook專頁 （页面存档备份，存于）
- 《超級模王大道》nio電視網官網 （页面存档备份，存于）

## 節目的變遷
| 台灣 中視主頻 星期日20:00~22:00         | 台灣 中視主頻 星期日20:00~22:00         | 台灣 中視主頻 星期日20:00~22:00 |
| --------------------------------------- | --------------------------------------- | ------------------------------- |
|                                         | 超級模王大道2 （2013.2.17 - 2013.8.11） |                                 |
| 華人星光大道2 （2012.8.26 - 2013.2.03） | 華人星光大道3 （2013.8.18 - 2014.1.26） |                                 |